# Ballata XIV (Cavalcanti)
Ballata XIV [wł. I’prego voi che di dolor parlate] – wiersz włoskiego poety epoki duecenta (XIII wieku) Guida Cavalcantiego, jednego z czołowych przedstawicieli Dolce stil nuovo. Tego poetę uważa się za najwybitniejszego po Dantem liryka końca XIII stulecia. Zresztą sam Dante go znał i nazywał swoim pierwszym przyjacielem.

## Charakterystyka ogólna
Omawiany utwór jest typowym przykładem ballaty – kunsztownej formy gatunkowej i wersyfikacyjnej, stanowiącej odpowiednik ballady francuskiej. Można zaryzykować twierdzenie, że to właśnie Cavalcanti stworzył najbardziej klasyczne wiersze tego typu. Obok sonetów stanowią one zrąb jego twórczości lirycznej.

## Forma
Utwór, jak przystało na ballatę, składa się z trójwersowej riprezy (ripresa), stanowiącej przesłanie utworu, i trzech strof siedmiowersowych, rozwijających podany w riprezie temat. Z racji tego, ze ripreza ma trzy wersy, analizowany wiersz należy do podgatunku ballata mezzana, czyli ballata średnia.
Strofy utworu są spięte rymem królewskim (ababbcc). Rym podany w ostatniej linijce riprezy powtarza się w dwóch ostatnich wersach każdej strofy, co buduje formalną spójność wiersza. Całość rymuje się nnc ababbcc dedeecc fgfggcc.
I’ prego voi che di dolor parlate
che, per vertute di nova pietate,
non disdegn[i]ate – la mia pena udire.

Davante agli occhi miei vegg’ io lo core
e l’anima dolente che s’ancide,
che mor d’un colpo che li diede Amore
ed in quel punto che madonna vide.
Lo su’ gentile spirito che ride,
questi è colui che mi si fa sentire,
lo qual mi dice: «E’ ti convien morire».
Zwrotki są równowersowe. Metrycznym tworzywem strof utworu jest włoski jedenastozgłoskowiec (endecasillabo).
W drugim wersie drugiej zwrotki można zaobserwować wyrazistą instrumentację spółgłoskową (na [r]): dentro dal vostro cor voi tremereste i grę słów dice : dolci.
Se voi sentiste come ’l cor si dole,
dentro dal vostro cor voi tremereste:
ch’elli mi dice sì dolci parole,
che sospirando pietà chiamereste.
E solamente voi lo ’ntendereste:
ch’altro cor non poria pensar né dire
quant’ è ’l dolor che mi conven soffrire.

## Treść
W analizowanym utworze można zaobserwować typowe dla Cavalcantiego akcentowanie towarzyszącego miłości cierpienia. Poeta pisze o łzach, które mu się cisną do oczu na myśl o ukochanej.
Lagrime ascendon de la mente mia,
sì tosto come questa donna sente,
che van faccendo per li occhi una via
per la qual passa spirito dolente,
ch’entra per li [occhi] miei sì debilmente
ch’oltra non puote color discovrire
che ’l ’maginar vi si possa finire.
O pojmowaniu miłości przez Cavalcantiego pisał Jefferson B. Fletcher.

## Przekłady
Światową sławę nieco już zapomnianym ballatom Cavalcantiego przyniosły przekłady na język angielski, zwłaszcza wersje pióra wielkiego admiratora poezji włoskiej, amerykańskiego poety Ezry Pounda. Pound przełożył pięćdziesiąt utworów włoskiego poety, 35 sonetów madrygał i 14 ballat.
Poezja Cavalcantiego nie jest w Polsce szeroko znana. Tylko pojedyncze jego urwory znalazły uznanie polskich tłumaczy. Jeden z sonetów przyswoił Maciej Froński.
Prezentowaną ballatę Cavalcantiego przełożył z zachowaniem jej architektoniki wersyfikacyjnej Wiktor Jarosław Darasz.